# NGC 482
NGC 482 là một thiên hà xoắn ốc trong chòm sao Phượng Hoàng. Nó nằm cách Trái Đất khoảng 277 triệu năm ánh sáng và được phát hiện vào ngày 23 tháng 10 năm 1835 bởi nhà thiên văn học John Herschel.